# Gyrostoma sanctithomae
Gyrostoma sanctithomae is een zeeanemonensoort uit de familie Actiniidae. De anemoon komt uit het geslacht Gyrostoma. Gyrostoma sanctithomae werd in 1910 voor het eerst wetenschappelijk beschreven door Pax. 